# Saint-Rigomer-des-Bois

Saint-Rigomer-des-Bois este o comună în departamentul Sarthe, Franța. În 2009 avea o populație de 411 de locuitori.